# Cirolana browni
Cirolana browni är en kräftdjursart som först beskrevs av Van Name 1936.  Cirolana browni ingår i släktet Cirolana och familjen Cirolanidae. Inga underarter finns listade i Catalogue of Life.